# ГАЕС Сіах-Бішех
ГАЕС Сіах-Бішех — гідроакумулювальна електростанція на півночі Ірану. Використовує ресурс із річки Чалус, яка дренує північний схил Ельбурсу та впадає до південної частини Каспійського моря.
У межах проекту звели дві кам'яно-накидні греблі із бетонним облицюванням — нижню на Чалус та верхню на її лівій притоці. Нижня споруда, яка потребувала 2,3 млн м3 матеріалу, має висоту 102 метра, довжину 332 метра та ширину від 12 (по гребеню) до 360 (по основі) метрів. На час її будівництва воду відвели за допомогою тунелю довжиною 0,7 км з діаметром 4 метра. Верхня гребля має висоту 83 метра, довжину 436 метрів, ширину від 12 (по гребеню) до 280 (по основі) метрів та потребувала 1,6 млн м3 матеріалу. У цьому випадку на період будівництва знадобився тунель для відводу води довжиною 0,6 км з діаметром 3 метра.
Об'єм верхнього та нижнього резервуарів становить відповідно 4,3 млн м3 та 6,9 млн м3. Від верхньої водойми до машинного залу прокладено два тунелі довжиною по 2,2 км зі спадаючим діаметром від 5,7 до 5 метрів, які переходять у напірні шахти висотою по 540 метрів з діаметром 5 метрів. Зал споруджений у підземному виконанні та має розміри 131х35 метрів при висоті 47 метрів. Крім того, існує окреме підземне приміщення для трансформаторного обладнання розмірами 160х13 метрів при висоті 22 метра.
На станції встановили чотири гідроагрегати з оборотними турбінами типу Френсіс потужністю по 260 МВт у генераторному та 240 МВт у насосному режимах, які працюють при напорі у 504 метра.
Зв'язок з енергосистемою відбувається по ЛЕП, розрахованій на роботу під напругою 400 кВ.